# Mährisch-Schlesische Centralbahn

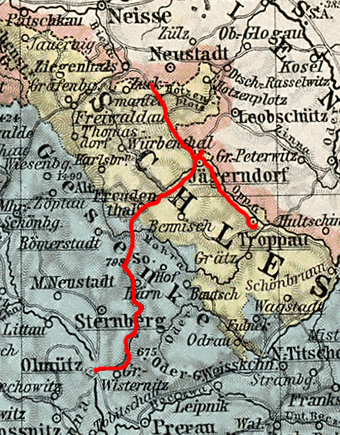
A Mährisch-Schlesischen Centralbahn vonalhálózatának térképe

A k.k. privilegierte Mährisch-Schlesische Centralbahn (MSCB) egy magánvasút-társaság volt az Osztrák–Magyar Monarchiában, melynek vonalai a mai Csehország területén voltak.

## Története
A pálya egyes szakaszait 1872 és 1875 között nyitották meg. A társaságot 1895. január 1-jén államosították.

## Vonalai
- Olmütz–Jägerndorf–Troppau (1872. október 1.)
- Jägerndorf–Hennersdorf (1872. október 1.)
- Jägerndorf–Leobschütz (1872. október 1.)
- Hennersdorf–Ziegenhals (1875. január 1.)

Az MSCB korábbi koncessziója alapján később a k. k. österreichische Staatsbahnen a következő vasutakat építették meg:
- Kriegsdorf–Römerstadt (1878. október 15.)
- Erbersdorf–Würbenthal (1880. december 5.)

Ezen a két vonalon az MSCB 1889. január 1-jén indította meg a forgalmat.

## Mozdonyai
- 1–14
- 25–26
- 27–29
- 30–32

## Fordítás
- Ez a szócikk részben vagy egészben  a   Mährisch-Schlesische Centralbahn című német Wikipédia-szócikk fordításán alapul.  Az eredeti cikk szerkesztőit annak laptörténete sorolja fel. Ez a jelzés csupán a megfogalmazás eredetét és a szerzői jogokat jelzi, nem szolgál a cikkben szereplő információk forrásmegjelöléseként.